# Sadyba (Warszawa)

Sadyba według systemu MSI

Sadyba – osiedle i obszar MSI  w dzielnicy Mokotów w Warszawie.

## Obszar MSI
Sadyba jako obszar Miejskiego Systemu Informacji jest ograniczona ulicami: Gołkowska – Idzikowskiego – Witosa – Sobieskiego – Nałęczowska – Goplańska (wzdłuż granicy dzielnicy) – Okrężna – Jeziorna (wzdłuż zachodniego brzegu Jeziorka Czerniakowskiego).

## Osiedle
Obszar osiedla Sadyba, powołanego w 1997 przez Radę Gminy Warszawa-Centrum, ograniczony jest następującymi ulicami: al. Witosa (strona parzysta), Czerniakowska (strona nieparzysta), Powsińska (strona nieparzysta), św. Bonifacego (strona nieparzysta) i Sobieskiego (strona parzysta).

## Nazwa
Nazwa wywodzi się od założonej w 1923 roku Oficerskiej Spółdzielni Budowlano-Mieszkaniowej „Sadyba”, która budowała domy dla kadry oficerskiej wzdłuż fortu „Czerniaków“. Wcześniej teren dzisiejszej Sadyby był znany jako Czerniaków. Stąd też wywodziła się nazwa drugiego, budowanego od 1921 osiedla z willami dla wyższej kadry urzędniczej – Miasta-Ogrodu Czerniaków, rozplanowanego w latach 20. XX wieku według angielskiej idei miasta-ogrodu. Wraz z upływem czasu Sadybą zaczęto określać obydwa miejsca, a także i budowane w okolicy osiedla mieszkaniowe. Nazwa Sadyba oznaczała osadę wojskową na Kresach II RP.

## Ważniejsze obiekty
- Cmentarz Czerniakowski
- Fort „Czerniaków“, siedziba Muzeum Polskiej Techniki Wojskowej
- Zabytkowa, awangardowa modernistyczna willa przedsiębiorcy budowlanego Ludwika Orłowa przy ul. Buskiej 9[7].
- Centrum Handlowe Sadyba Best Mall

## Sadyba w kulturze
Obraz Sadyby z lat 60. XX wieku został utrwalony w powieści dla młodzieży Uwaga! Czarny parasol! autorstwa Adama Bahdaja.
W serialu TVP Klan dom rodzinny Lubiczów znajduje się na Sadybie (w rzeczywistości willa „Renata” mieści się w Podkowie Leśnej).

## Galeria

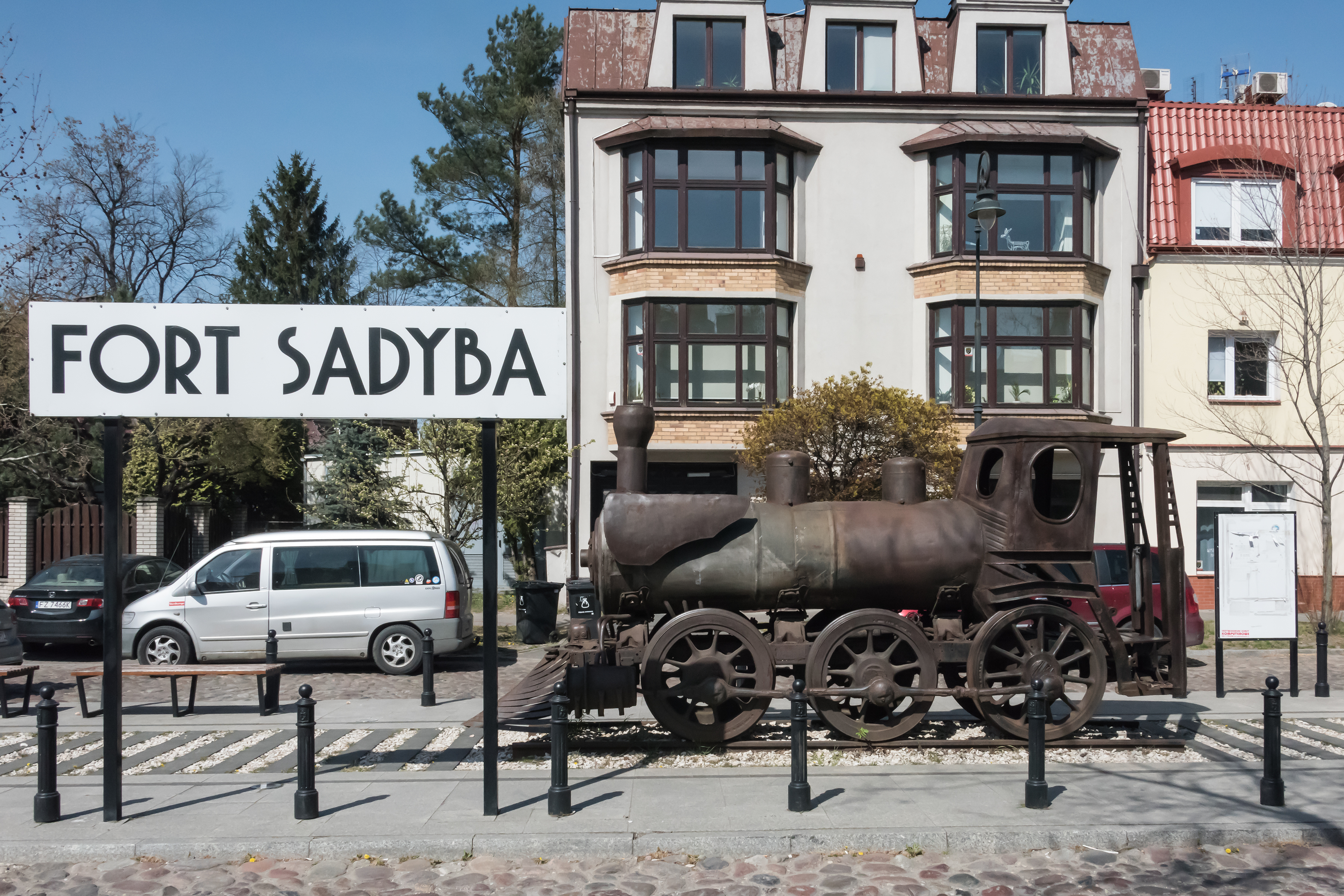
Upamiętnienie Kolejki Wilanowskiej przy ul. Okrężnej
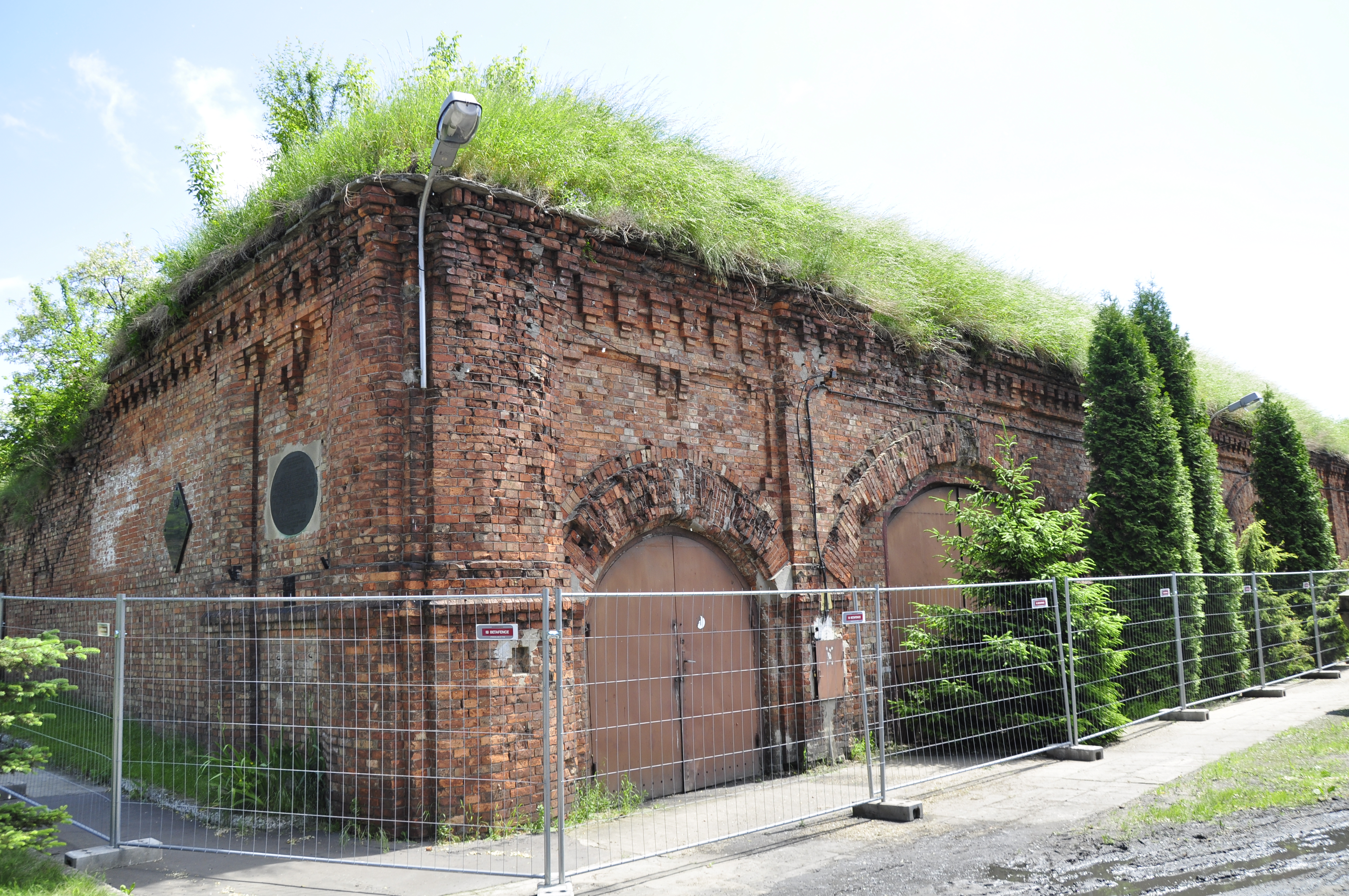
Fort „Czerniaków”
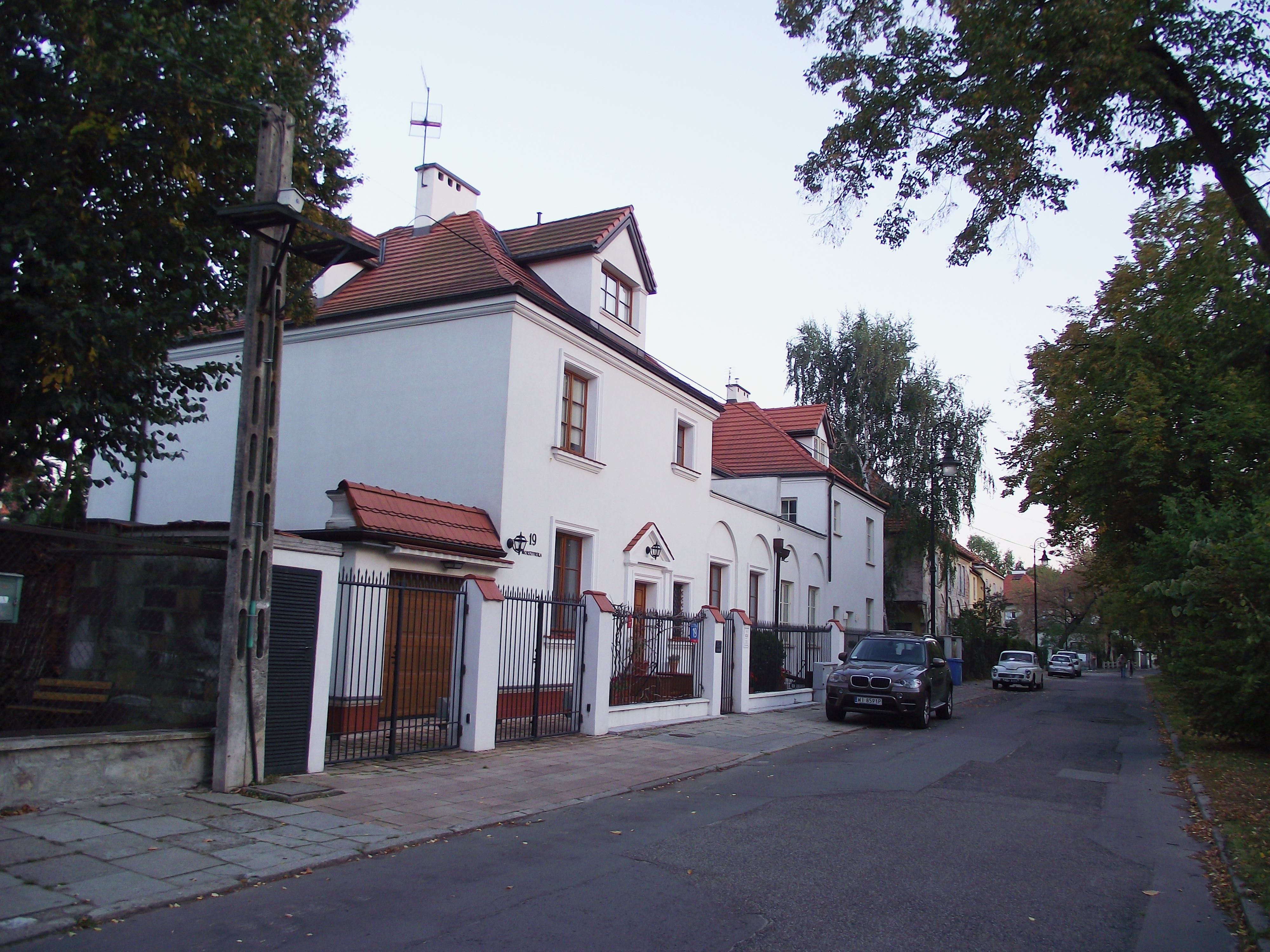
Ulica Morszyńska
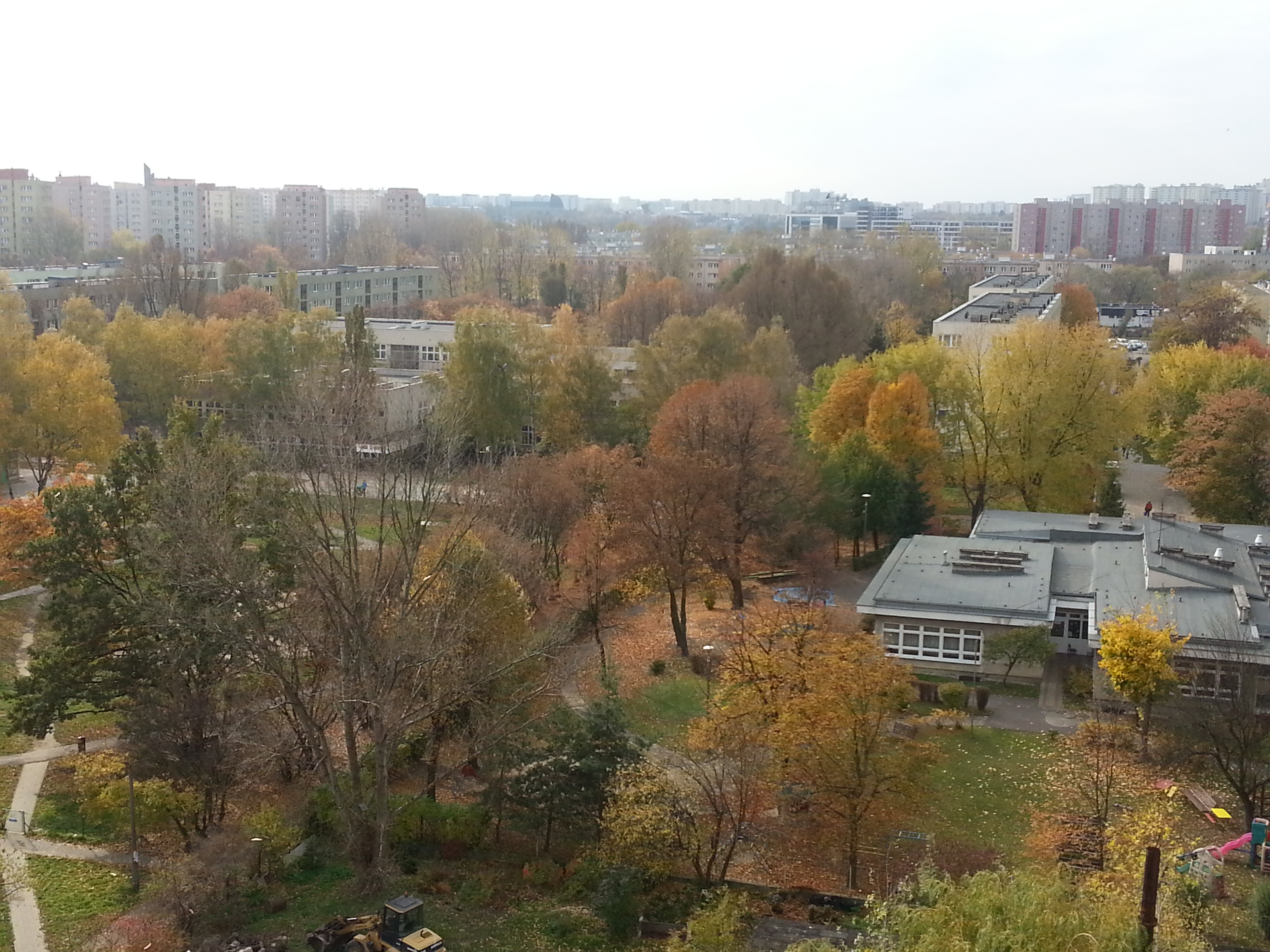
Osiedle Sadyba
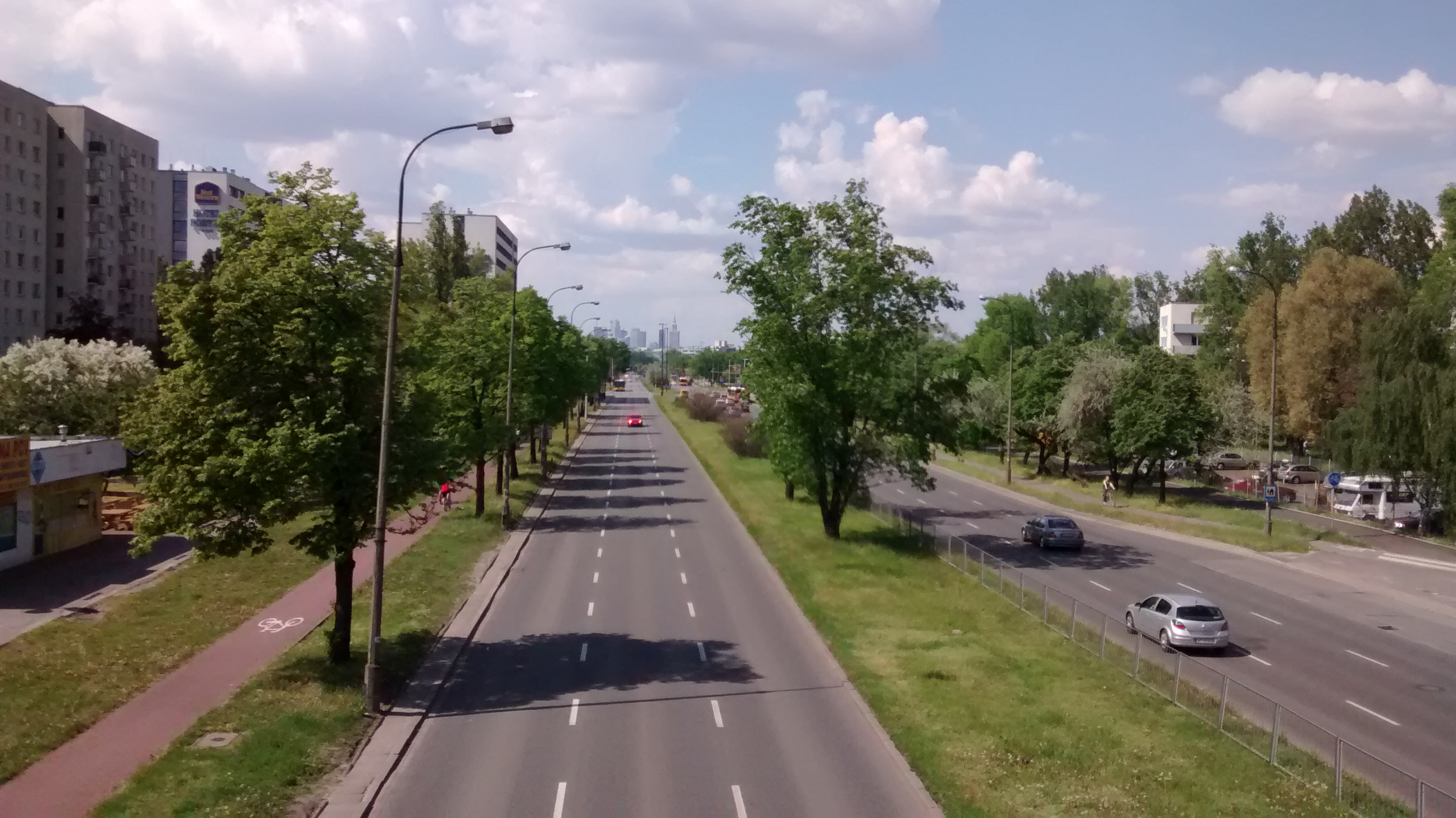
Ulica Jana III Sobieskiego pomiędzy osiedlami Sadyba i Stegny